# Alessandro Ligi
Alessandro Ligi (Sassocorvaro, 7 novembre 1989) è un calciatore italiano, difensore dell'Audace Cerignola.

## Carriera
Muove i primi passi da calciatore in una squadra del suo paese, l'Altofoglia, per poi passare alle giovanili di Cesena, Vis Pesaro, San Marino, Bellaria e Triestina.
Esordisce a livello professionistico con la maglia del San Marino in Serie C1 nella stagione 2006-2007, nella quale gioca una partita; l'anno seguente milita nel Bellaria, con cui gioca 2 partite in Serie C2. Successivamente nella stagione 2008-2009 fa parte della rosa della Triestina, con cui non gioca nessuna partita ufficiale nel campionato di Serie B venendo impiegato frequentemente nella squadra Primavera. Torna quindi al San Marino, con cui gioca due campionati consecutivi in Lega Pro Seconda Divisione con complessive 54 presenze ed una rete, la sua prima in carriera in un campionato professionistico.
Nell'estate del 2011 viene acquistato dal Crotone, con cui nella stagione 2011-2012 gioca una partita in Serie B; l'anno seguente disputa invece 21 partite di campionato, sempre in Serie B; nell'estate 2013 viene ceduto in compartecipazione al Parma, continuando a giocare per la stagione 2013-2014 nel Crotone; nel corso di tale annata segna anche il suo primo gol in carriera in Serie B. Il 28 luglio 2014 viene ceduto a titolo definitivo al Bari dove gioca 14 partite di campionato. Il 22 gennaio 2015 insieme al compagno Rozzi passa in prestito all'Entella mentre Rinaudo fa il percorso inverso.
Fa il suo esordio da titolare il 31 gennaio successivo nella sconfitta esterna per 3-0 contro il Brescia.
Con 20 presenze da titolare in tutto non riesce ad evitare la retrocessione dell'Entella, dopo aver perso i Play-out contro il Modena.
Tornato al Bari a fine stagione, il 6 luglio 2015 passa all'Avellino in prestito con diritto di riscatto e controriscatto.
Il debutto in biancoverde, avviene nella gara casalinga contro la Casertana, in occasione del secondo turno di Coppa Italia. Il 12 settembre, alla seconda giornata di Serie B, debutta anche in campionato contro il Modena.
Il 1º febbraio 2016 conclude anzitempo il prestito all'Avellino, facendo ritorno al Bari, che il giorno stesso lo gira, sempre in prestito, al Vicenza; il 22 luglio successivo viene acquisito a titolo definitivo dal Cesena. Con i romagnoli disputa 37 gare, andando in gol in tre occasioni e contribuendo alla salvezza dei bianconeri. Il 31 agosto 2017, agli sgoccioli del calciomercato estivo, viene acquistato dal Carpi e firma fino al 30 giugno 2019 con opzione fino al 30 giugno 2020. Dopo aver raccolto 34 presenze nella Serie B 2017-2018, resta fuori rosa nella prima parte della stagione successiva. Nel gennaio 2019 viene ceduto in prestito allo Spezia fino al 30 giugno 2019. In Liguria disputa solo 8 partite.
Una volta finito il prestito allo Spezia, Ligi ritorna al Carpi che nel frattempo è retrocesso in Serie C. Promosso vice-capitano, durante la stagione si riprende il posto da titolare al centro della difesa (24 presenze in campionato) ma salta per infortunio le partite dei Play-off contro Alessandria e Novara.
Il 2 settembre 2020, dopo la scadenza del contratto con il Carpi, Ligi diventa un nuovo giocatore della Triestina, firmando fino al 30 giugno 2022.
Dopo 58 gare giocate in due stagioni con gli alabardati, il 29 luglio 2022 giunge per la prima volta in carriera nel Girone C di Serie C, firmando un triennale con l'Audace Cerignola.

## Statistiche

### Presenze e reti nei club
Statistiche aggiornate al 28 maggio 2025.
| Stagione                | Squadra                 | Campionato              | Campionato | Campionato | Coppe nazionali | Coppe nazionali | Coppe nazionali | Coppe continentali | Coppe continentali | Coppe continentali | Altre coppe | Altre coppe | Altre coppe | Totale | Totale | Totale |
| Stagione                | Squadra                 | Comp                    | Pres       | Reti       | Comp            | Pres            | Reti            | Comp               | Pres               | Reti               | Comp        | Pres        | Reti        | Pres   | Reti   |        |
| ----------------------- | ----------------------- | ----------------------- | ---------- | ---------- | --------------- | --------------- | --------------- | ------------------ | ------------------ | ------------------ | ----------- | ----------- | ----------- | ------ | ------ | ------ |
| 2006-2007               | San Marino              | C1                      | 1          | 0          | CI              | 0               | 0               |                    | -                  | -                  |             | -           | -           | 1      | 0      |        |
| 2007-2008               | Bellaria                | C2                      | 2          | 0          | CI              | 0               | 0               | -                  | -                  | -                  | -           | -           | -           | 2      | 0      |        |
| 2008-2009               | Triestina               | B                       | 0          | 0          | CI              | 0               | 0               | -                  | -                  | -                  | -           | -           | -           | 0      | 0      |        |
| 2009-2010               | San Marino              | 2D                      | 26         | 0          | CI              | 0               | 0               | -                  | -                  | -                  | -           | -           | -           | 26     | 0      |        |
| 2010-2011               | San Marino              | 2D                      | 26+2       | 1          | CI              | 1               | 0               | -                  | -                  | -                  | -           | -           | -           | 29     | 1      |        |
| Totale San Marino       | Totale San Marino       | Totale San Marino       | 53+2       | 1          |                 | 1               | 0               |                    | -                  | -                  |             | -           | -           | 56     | 1      |        |
| 2011-2012               | Crotone                 | B                       | 1          | 0          | CI              | 1               | 0               | -                  | -                  | -                  | -           | -           | -           | 2      | 0      |        |
| 2012-2013               | Crotone                 | B                       | 21         | 0          | CI              | -               | -               | -                  | -                  | -                  | -           | -           | -           | 21     | 0      |        |
| 2013-2014               | Crotone                 | B                       | 28         | 1          | CI              | -               | -               | -                  | -                  | -                  | -           | -           | -           | 28     | 1      |        |
| Totale Crotone          | Totale Crotone          | Totale Crotone          | 50         | 1          |                 | 1               | 0               |                    | -                  | -                  |             | -           | -           | 51     | 1      |        |
| 2014-gen. 2015          | Bari                    | B                       | 14         | 0          | CI              | 1               | 1               | -                  | -                  | -                  | -           | -           | -           | 15     | 1      |        |
| gen.-giu. 2015          | Virtus Entella          | B                       | 18+2       | 0          | CI              | -               | -               | -                  | -                  | -                  | -           | -           | -           | 20     | 0      |        |
| 2015-feb. 2016          | Avellino                | B                       | 14         | 0          | CI              | 1               | 0               | -                  | -                  | -                  | -           | -           | -           | 15     | 0      |        |
| feb.-giu. 2016          | L.R. Vicenza            | B                       | 12         | 0          | CI              | -               | -               | -                  | -                  | -                  | -           | -           | -           | 12     | 0      |        |
| 2016-2017               | Cesena                  | B                       | 37         | 3          | CI              | 4               | 0               | -                  | -                  | -                  | -           | -           | -           | 41     | 3      |        |
| ago. 2017               | Cesena                  | B                       | 1          | 0          | CI              | 1               | 0               | -                  | -                  | -                  | -           | -           | -           | 2      | 0      |        |
| Totale Cesena           | Totale Cesena           | Totale Cesena           | 38         | 3          |                 | 5               | 0               |                    | -                  | -                  |             | -           | -           | 43     | 3      |        |
| ago. 2017-2018          | Carpi                   | B                       | 34         | 0          | CI              | -               | -               | -                  | -                  | -                  | -           | -           | -           | 34     | 0      |        |
| 2018-gen. 2019          | Carpi                   | B                       | 1          | 0          | CI              | -               | -               | -                  | -                  | -                  | -           | -           | -           | 1      | 0      |        |
| gen.-giu. 2019          | Spezia                  | B                       | 8          | 0          | CI              | -               | -               | -                  | -                  | -                  | -           | -           | -           | 8      | 0      |        |
| 2019-2020               | Carpi                   | C                       | 24         | 0          | CI+CI-C         | 2+0             | 0               | -                  | -                  | -                  | -           | -           | -           | 26     | 0      |        |
| Totale Carpi            | Totale Carpi            | Totale Carpi            | 59         | 0          |                 | 2               | 0               |                    | -                  | -                  |             | -           | -           | 61     | 0      |        |
| 2020-2021               | Triestina               | C                       | 29+1       | 0          | CI              | 2               | 0               | -                  | -                  | -                  | -           | -           | -           | 32     | 0      |        |
| 2021-2022               | Triestina               | C                       | 29+3       | 6          | CI-C            | 1               | 0               | -                  | -                  | -                  | -           | -           | -           | 33     | 6      |        |
| Totale Triestina        | Totale Triestina        | Totale Triestina        | 58+4       | 6          |                 | 3               | 0               |                    | -                  | -                  |             | -           | -           | 65     | 6      |        |
| 2022-2023               | Audace Cerignola        | C                       | 33+4       | 1          | CI-C            | 0               | 0               | -                  | -                  | -                  | -           | -           | -           | 37     | 1      |        |
| 2023-2024               | Audace Cerignola        | C                       | 17+2       | 0          | CI-C            | 0               | 0               | -                  | -                  | -                  | -           | -           | -           | 19     | 0      |        |
| 2024-2025               | Audace Cerignola        | C                       | 14+1       | 1          | CI-C            | 1               | 0               | -                  | -                  | -                  | -           | -           | -           | 16     | 1      |        |
| Totale Audace Cerignola | Totale Audace Cerignola | Totale Audace Cerignola | 64+7       | 2          |                 | 1               | 0               |                    | -                  | -                  |             | -           | -           | 72     | 2      |        |
| Totale carriera         | Totale carriera         | Totale carriera         | 415        | 13         |                 | 15              | 1               |                    | -                  | -                  |             | -           | -           | 430    | 14     |        |